# Алнитак
Алнитак  (ζ Ori), (Арабски: النطاق an-niṭāq) е една от трите звезди от пояса на Орион, формиращи наниза от перли. Всичките са звезди от втора звездна величина и Йохан Байер ги именува с Делта, Епсилон и Зета от дясно наляво. Най-лявата звезда, Алнитак, е най-забележителната – от яркия клас О, тя е тройна звездна система, включваща горещ син супергигант. На 3” вдясно от нея се намира нейният компаньон – звезда от клас В със син цвят. Двете звезди се въртят една около друга за период от около 1000 години. С тях се върти и синьо джудже от клас O9V. Регионът около Алнитак е известен с облаци от междузвезден газ и прах, включително и мъглявината Конска глава на юг. Друга забележителност в този регион от небето е мъглявината Пламък. Алнитак се доближава до първа звездна величина, въпреки огромната дистанция от 800 св.г. Тя е 10 000 пъти по-ярка от Слънцето. Нейната повърхност с температура около 31 000 К излъчва предимно в ултравиолетовата част на електромагнитния спектър. Планета, подобна на Земята, би трябвало да е 300 пъти по-отдалечена от Алнитак, отколкото е отдалечена Земята от Слънцето, което е почти 8 пъти разстоянието Слънце-Плутон.
Алнитак е звезда с 20 слънчеви маси, а нейният компаньон – с 14. Подобно на всички звезди от О клас, Алнитак е източник на рентгенови лъчи, които се излъчват от нейния „слънчев вятър“, изхвърлен от повърхността ѝ със скорост близо 2000 км/сек. В сравнение с нашето Слънце Алнитак – млада звезда – само на 6 млн.години, но вече е готова да посрещне своя край, който идва бързо за огромните звезди. Тя ще се превърне в червен гигант, подобно на Бетелгейзе и ще експлодира като свръхнова, оставяйки своя компаньон да орбитира около гореща, бързо въртяща се неутронна звезда.

## История
Алнитак е известна от древността, като компонент от пояса на Орион и е била с широко културно значение за древните. Тя е записана, като двойна звезда от аматьорски немски астроном Джордж К. Куновски през 1819 г.